# Mohammed Gassid
Mohammed Gassid Kadhim Al-Jaberi (meestal Mohammed Gassid of Mohammed Kassid genoemd) (Bagdad, 10 december 1986) is een Iraakse keeper. Hij speelt op dit moment bij Al Talaba.

## Erelijst

### Nationale elftal
- Azië Cup
  - Eerste plaats: 2007